# 古谷友二
古谷 友二（ふるや ゆうじ）は、日本で活動する男性音響効果技師。スワラ・プロ所属。千葉県山武市生まれ。

## 作品
- ウルトラマンマックス（CBC-JNN）
- ウルトラマンメビウス（CBC-JNN）
- ウルトラマンメビウス外伝 ヒカリサーガ
- ウルトラマンメビウス外伝 ゴーストリバース
- ウルトラギャラクシー大怪獣バトル
- ウルトラギャラクシー大怪獣バトル NEVER ENDING ODYSSEY
- 大怪獣バトル ウルトラ銀河伝説 THE MOVIE
- ウルトラマンゼロ THE MOVIE 超決戦!ベリアル銀河帝国
- ウルトラマンサーガ
- ウルトラマンゼロ外伝 キラー ザ ビートスター
- ウルトラマンギンガ（TX）
- ウルトラマンギンガS（TX）
- 大怪獣ラッシュ ウルトラフロンティア（TX）
- ウルトラマンX（TX）
- ウルトラマンオーブ（TX）
- ウルトラマンオーブ THE ORIGIN SAGA
- ギララの逆襲/洞爺湖サミット危機一発
- デスカッパ
- ULTRASEVEN X（CBC-JNN）
- ガイキング LEGEND OF DAIKU-MARYU（EX）※今野康之と共同担当
- デジモンクロスウォーズシリーズ（EX）
- スレイヤーズEVOLUTION-R（AT-X）※今野康之と共同担当
- 緋弾のアリア（TBS）
- 大正野球娘。（TBS）
- 探偵オペラ ミルキィホームズ サマー・スペシャル（UHF）
- 探偵オペラ ミルキィホームズ 第2幕 (UHF)
- 探偵オペラ ミルキィホームズ Alternative ONE & TWO (UHF)
- はたらキッズ マイハム組（EX）
- 祝!(ハピ☆ラキ)ビックリマン（EX）
- ねぎぼうずのあさたろう（EX）
- デュエル・マスターズシリーズ（TX）※ビクトリー以降担当
- 咎狗の血（MBS-JNN）
- 怪談レストラン（EX）
- 神様のメモ帳（UHF）
- こえでおしごと!
- こぴはん（ニコニコ動画）
- あきそら
- 僕は友達が少ない（TBS）※第0話 〜 第9話、第12話、OVA担当
- 僕は友達が少ないNEXT（TBS）
- ハイスクールD×Dシリーズ (UHF)
- AKB0048シリーズ (UHF)
- 織田信奈の野望（TX）
- はたらく魔王さま！（UHF）
- 翠星のガルガンティア（ytv-UHF）
- 神さまのいない日曜日 (UHF)
- 有頂天家族シリーズ（UHF）
- ミス・モノクローム -The Animation-シリーズ（UHF）
- WHITE ALBUM2（UHF）
- ゴールデンタイム（UHF）
- 聖闘士星矢Ω（EX）
- 彼女がフラグをおられたら（UHF）
- 魔法科高校の劣等生（UHF）
- 劇場版 魔法科高校の劣等生 星を呼ぶ少女
- 白銀の意思 アルジェヴォルン（UHF）
- 天体のメソッド（UHF）
- ディスク・ウォーズ:アベンジャーズ（TX）
- デス・パレード（NTV）
- 純潔のマリア（UHF）
- トリアージX（UHF）
- 乱歩奇譚 Game of Laplace（CX）
- 食戟のソーマシリーズ（MBS-JNN）
- To LOVEる -とらぶる- ダークネス 2nd（UHF）
- 機動戦士ガンダム 鉄血のオルフェンズ（MBS-JNN）
- シュヴァルツェスマーケン（TX）
- マギ シンドバッドの冒険（MBS-JNN）
- Re:ゼロから始める異世界生活（TX）
- フリップフラッパーズ（UHF）
- うらら迷路帖（TBS）
- アイドルマスター シンデレラガールズ劇場（UHF）
- アクションヒロイン チアフルーツ（TBS）
- 猫のダヤン
- ごきチャ!!
- アラタなるセカイ
- デス・ビリヤード
- エリートジャック!!
- がんばれ! おでんくん
- ナルどマ
- 劇場版しまじろうのわお!しまじろうとフフのだいぼうけん
- 劇場版しまじろうのわお!しまじろうとくじらのうた
- 劇場版しまじろうのわお!しまじろうとおおきなき
- 劇場版しまじろうのわお!しまじろうとえほんのくに
- 劇場版しまじろうのわお!しまじろうとにじのオアシス
- ウルトラマンジード（TX）
- ウルトラマンR/B（TX）
- 帰ってきたアイゼンボーグ
- 魔法陣グルグル（TX）
- 妖怪アパートの幽雅な日常（UHF）
- 少女終末旅行（UHF）
- ウルトラマンタイガ（TX）
- ウルトラマンZ（TX）
- ワンダーエッグ・プライオリティ (NNN)
- 逆転世界ノ電池少女
- ゴブリンスレイヤーⅡ（UHF）
- 16bitセンセーション ANOTHER LAYER（MX）
- クレバテス-魔獣の王と赤子と屍の勇者-（MX）
- フードコートで、また明日。（AT-X）
- 渡くんの××が崩壊寸前（MX）